# Грејвил (Илиноис)
Грејвил (енгл. Grayville) град је у америчкој савезној држави Илиноис. По попису становништва из 2010. у њему је живело 1.666 становника.

## Демографија
Према попису становништва из 2010. у граду је живело 1.666 становника, што је 59 (3,4%) становника мање него 2000. године.
| Група             | 2000.         | 2010.         |
| Белци             | 1.700 (98,6%) | 1.629 (97,8%) |
| Афроамериканци    | 2 (0,1%)      | 5 (0,3%)      |
| Азијати           | 2 (0,1%)      | 3 (0,2%)      |
| Хиспаноамериканци | 4 (0,2%)      | 12 (0,7%)     |
| Укупно            | 1.725         | 1.666         |